# Pávliv (Naráyiv)
Pávliv (ucraniano: Па́влів) es un pueblo de Ucrania, perteneciente al municipio rural de Naráyiv, en el raión de Ternópil de la óblast de Ternópil.
En 2001, el pueblo tenía una población de 191 habitantes.
Se ubica en la periferia septentrional de Kuriany, sobre la carretera E50 que lleva a Berezhany.

## Historia
Antes de la formación del actual municipio de Naráyiv en 2019, el pueblo era una pedanía del consejo rural de Kuriany, en el raión de Berezhany.